# مقیمی (ازبکستان)
مقیمی (به ازبکی: Mukimiy) یک منطقهٔ مسکونی در ازبکستان است که در ولایت فرغانه واقع شده‌است. مقیمی ۷٬۴۰۰ نفر جمعیت دارد.